# Magda Paveleková
Magda Paveleková (ur. 7 czerwca 1931 w Levicach, zm. 20 lipca 2015 w Dunajskej Lužnej) – słowacka aktorka. W 2013 roku otrzymała nagrodę OTO (Osobnosť televíznej obrazovky) za całokształt dorobku.

## Filmografia
- 1967: Drak sa vracia
- 1968: Vánoce s Alžbětou
- 1969: Sladké hry minulého leta
- 1973: Očovské pastorále
- 1975: Pacho, hybský zbojník
- 1976: Stratená dolina (Driemková)
- 1977: Bludička (Mikeschová)
- 1977: Zlatá réva (Vrúbiková)
- 1979: A pobežím až na kraj sveta (Malatincová)
- 1980: Toto leto doma (Dubnianská)
- 1987: Začiatok sezóny (Novotechová)
- 1995: … kone na betóne (Verešpejka)
- 2008: Áno, miláčik! (Magdaléna) (serial telewizyjny)